# Красногорское сельское поселение (Кировская область)
Красногорское сельское поселение — муниципальное образование в составе Котельничского района Кировской области России.
Административный центр — село Красногорье.

## История
Красногорское сельское поселение образовано 1 января 2006 года согласно Закону Кировской области от 07.12.2004 № 284-ЗО.

## Население
| 2010 | 2012 | 2013 | 2014 | 2015 | 2016 | 2017 |
| ---- | ---- | ---- | ---- | ---- | ---- | ---- |
| 364  | ↘336 | ↘324 | ↘323 | ↘303 | ↘288 | ↘286 |
| 2018 | 2019 | 2020 | 2021 |      |      |      |
| ↘263 | ↘261 | ↘249 | ↘216 |      |      |      |

## Населенные пункты
На территории поселения находится 11 населённых пунктов (население, 2010):
| - село Красногорье — 329 чел.; - деревня Ванеевы — 0 чел.; - деревня Гремячево — 2 чел.; - деревня Захматовка — 0 чел.; - деревня Исаковы — 2 чел.; - деревня Кощеевы — 9 чел.; | - деревня Лебедевы — 8 чел.; - деревня Михнинка — 1 чел.; - деревня Чижи — 0 чел.; - деревня Щипичевщина — 13 чел.; - деревня Шушканово — 0 чел. |